# Aek Ger Ger
Aek Ger Ger is een bestuurslaag in het regentschap Simalungun van de provincie Noord-Sumatra, Indonesië. Aek Ger Ger telt 2654 inwoners (volkstelling 2010).